# Жорж дьо Режибюс
Жорж дьо Режибюс (на френски: Georges de Regibus) е швейцарски спортист и учител по физкултура. Режибюс е човекът, положил основите на футбола в България, след като донася първата футболна топка в страната през 1894 г. Преподава в Мъжката гимназия във Варна в продължение на две години.

## Биография
Роден е в градчето Епаланж, в близост до Лозана. Син е на италианеца Пиер дьо Режибюс, родом от Болоня. През 1889 г. се премества в Ивердон ле Бен, където работи в Швейцарската железница.

### Спортна кариера
Режибюс се занимава с няколко вида спорт. Той е гимнастик, боксьор, борец и футболист. По време на футболната си кариера играе като вратар за Грасхопър. Освен това е дипломиран инструктор по гимнастика. Описван е като „среден на ръст, с широк гръден кош, с подходяща за спортист физика“.

### В България
През 1894 г. Режибюс и още няколко швейцарски учители по физическо възпитание (сред които Шарл Шампо и Луи Айер) са поканени от министъра на образованието на Княжество България Георги Живков, за да спомогнат за развитието на спорта в страната. Жорж става преподавател във Варненската мъжка гимназия, където на 14 май 1894 г. е проведен първият български футболен мач.
Режибюс се превръща в организатор и рефер на училищните футболни двубои, а понякога участва и като играч. Мачовете се провеждат на различни места във Варна, като един от терените е бил на мястото на днешната Морска градина. Един от учениците, практикуващи футбол под ръководството на Режибюс, е бъдещият премиер на България Васил Коларов.
Режибюс преподава в България в продължение на 2 години и напуска страната на 12 юли 1896 г.

### Късна дейност
След като се завръща в Швейцария, Режибюс отваря собствено кафене. По-късно заминава за Египет, където преподава в продъление на две десетилетия. В края на Първата световна война отново се връща в Швейцария, прекарвайки остатъка от живота си в Лозана.

## Памет
На 14 май 2016 г. във Варна се провежда възстановка на първия футболен мач в България. В ролята на Режибюс се превъплъщава футболистът Божидар Искренов.